# Liu Mingkang
Pour les articles homonymes, voir Liu.
Dans ce nom chinois, le nom de famille, Liu, précède le nom personnel.
Liu Mingkang (chinois simplifié : 刘明康) est un homme politique chinois, né à Fuzhou (Fujian) le 28 août 1946.

## Formation et carrière

### Formation
Il est diplômé de l'université de Londres en 1987. En 1988, il a obtenu un MBA de la Cass Business School.

### Carrière
De 1988 à 1993, il est sous-Gouverneur de la Banque de Chine pour la province du Fujian puis de 1993 à 1994, vice-gouverneur et secrétaire Général du gouvernement provincial de la province du Fujian Gouvernement populaire provincial du Fujian (en) De 1994 à 1998 il devient vice-gouverneur de la Banque de développement de Chine. Il devient ensuite sous-gouverneur de la Banque populaire de Chine et vice-président du conseil de la politique monétaire du département. De 1999 à 2000, il devient président de China Everbright Group puis de 2000 à 2003, de la Banque de Chine.
De 2002 à 2007, il est membre suppléant du 16e Comité central du Parti communiste chinois (CPC) et depuis 2007, du 17e CPC qui compte, en 2017, 2287 délégués. Il est également membre de la Commission nationale de l'énergie chinoise et vice-président de la Commission des affaires économiques de la commission nationale de la Conférence consultative politique du peuple chinois.
Parallèlement, il est Président de la Commission chinoise de réglementation bancaire de sa création en 2003 à 2011, il y est chargé de mettre en place des mesures qui permettent à la Chine de surmonter la crise financière mondiale et à en sortir en relativement en bonne santé. Depuis, il est membre distingué de l'institut d'économie international et de finance de l'université chinoise de Hong Kong et premier membre distingué de la Fung Global Institute du même territoire.